# Aeroportul Pune
Aeroportul Pune (IATA: PNQ, ICAO: VAPO) este un aeroport din Pune, Pune district⁠(d), Pune division⁠(d), Maharashtra, India ce deservește zona Pune. Aeroportul a fost tranzitat în decembrie 2022 de 806.034 de pasageri. A fost deschis în 1911 și numit după zona deservită.
Situat la o altitudine de 592 m, aeroportul dispune de 1 pistă. Este operat de Airports Authority of India⁠(d).

## Infrastructură

### Piste
Aeroportul dispune de o singură pistă. Pista 10/28 are suprafața de asfalt și dimensiunile 2.539 m × 45 m. 